# Encephalartos gratus
Encephalartos gratus är en kärlväxtart som beskrevs av David Prain. Encephalartos gratus ingår i släktet Encephalartos och familjen Zamiaceae. IUCN kategoriserar arten globalt som sårbar. Inga underarter finns listade i Catalogue of Life.

## Bildgalleri

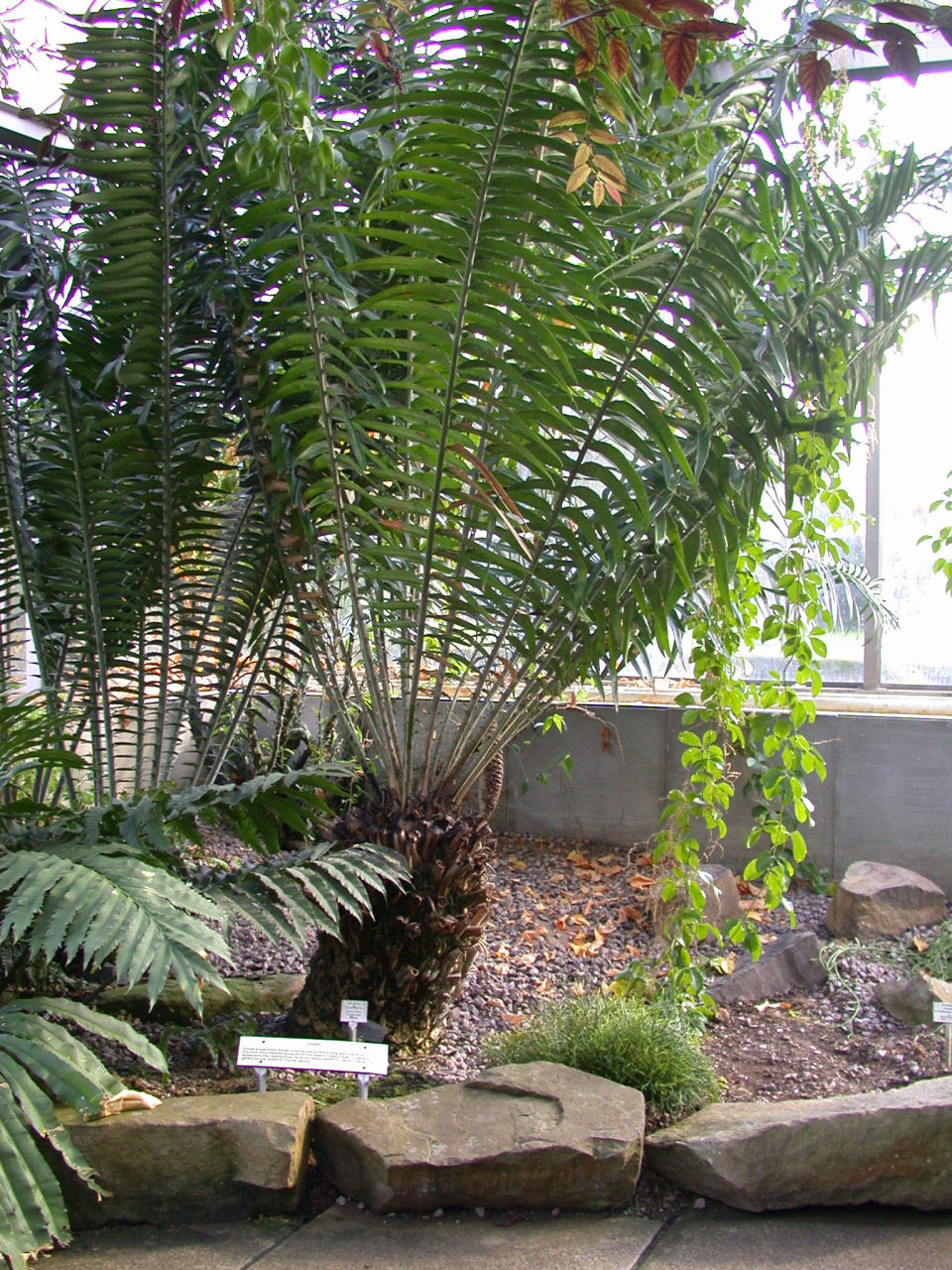
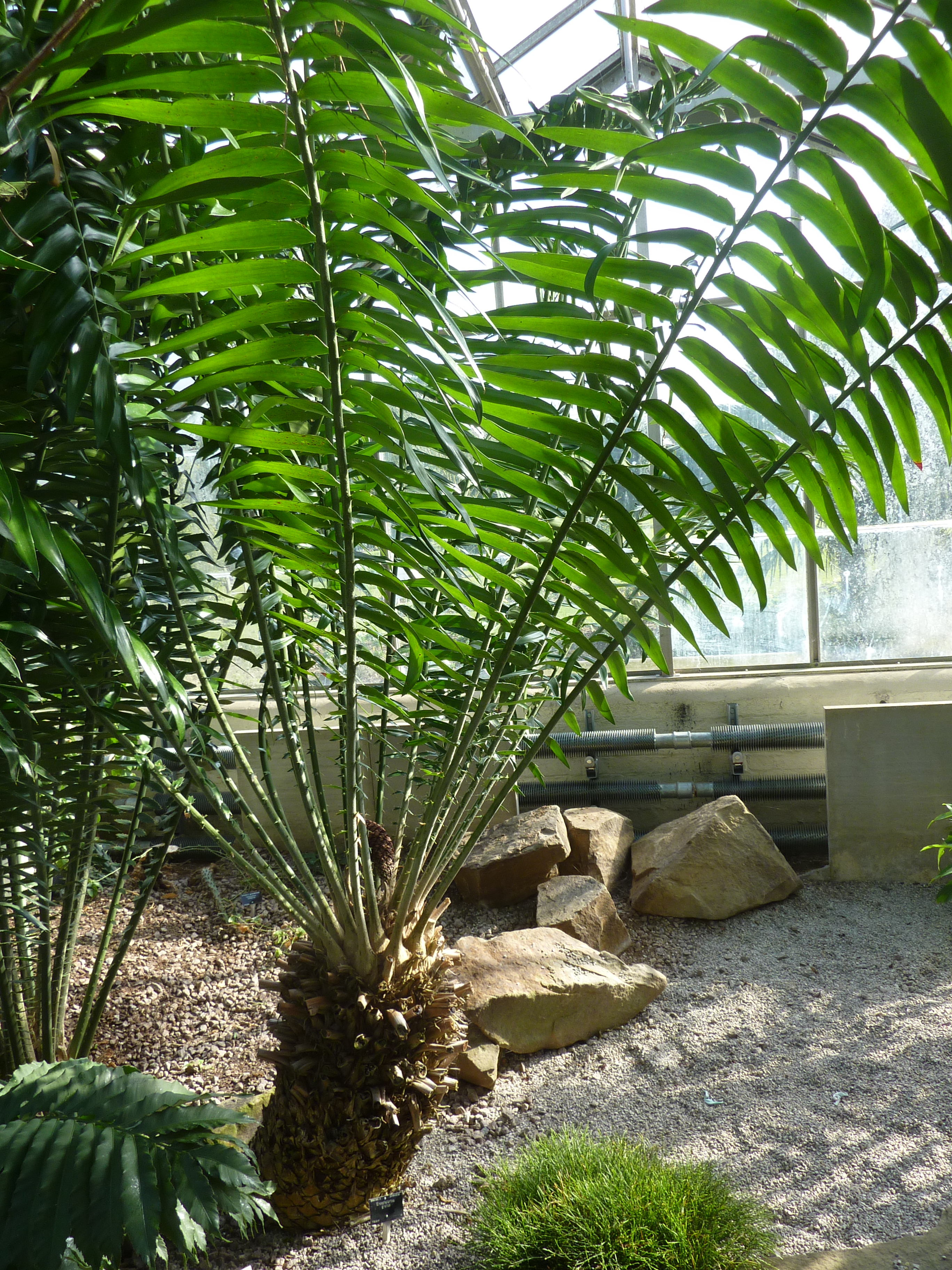
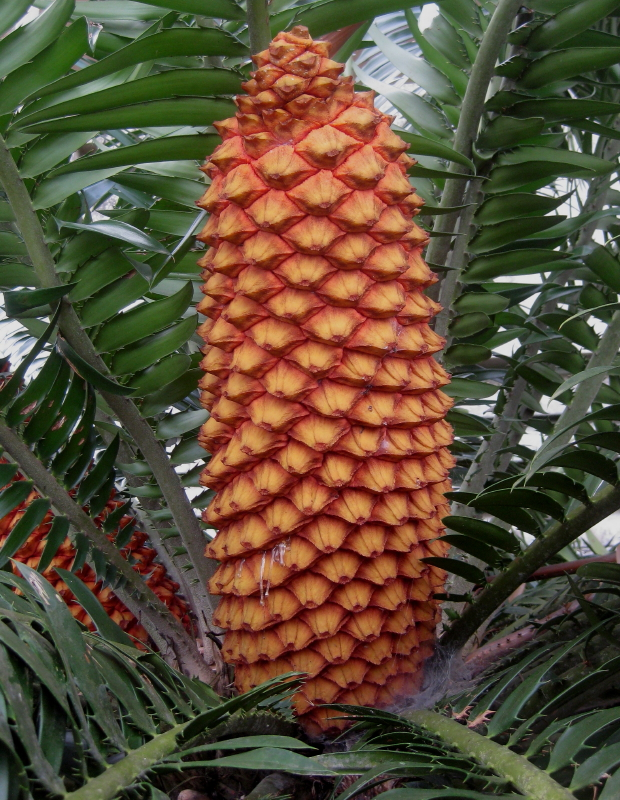
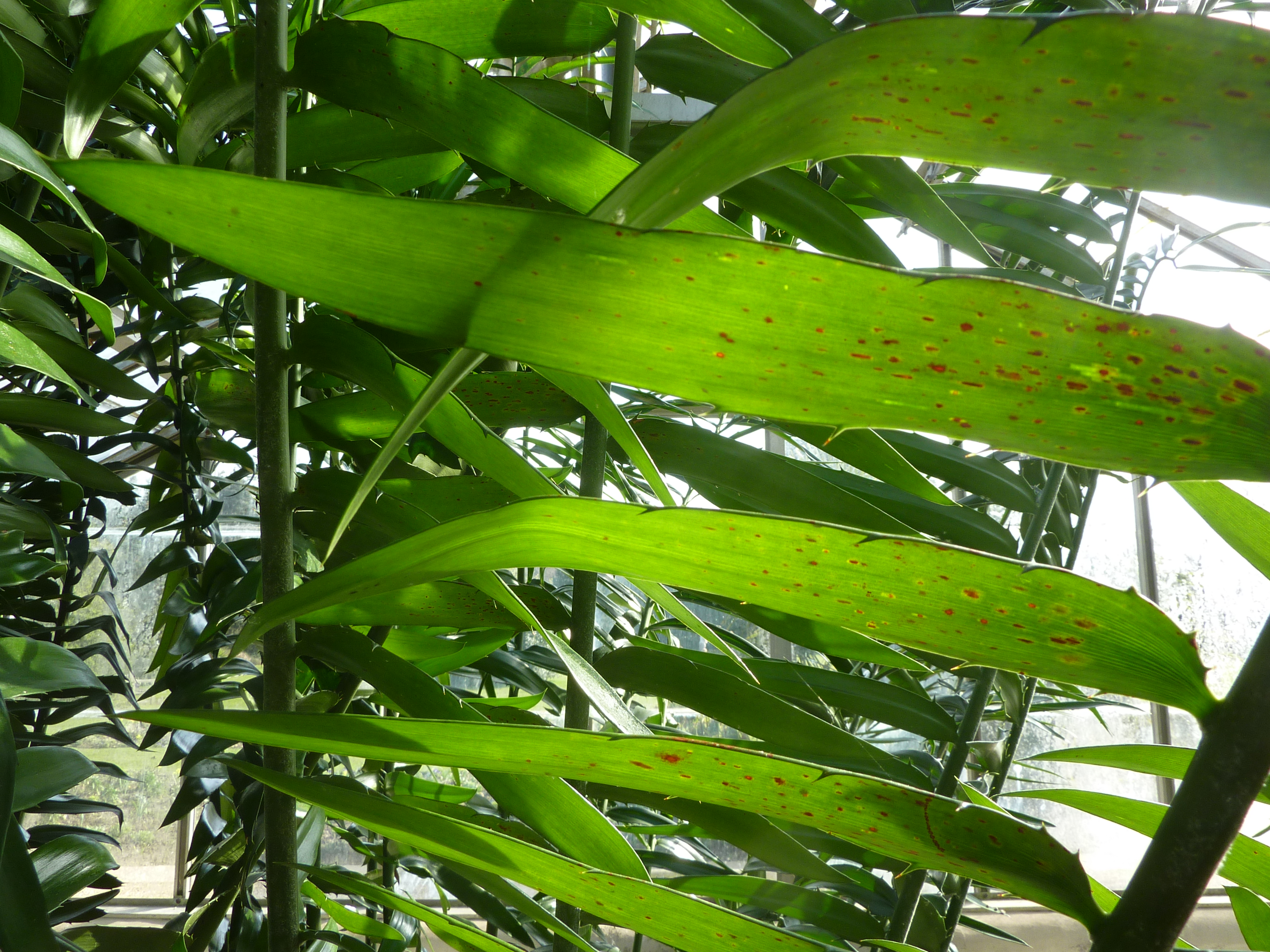
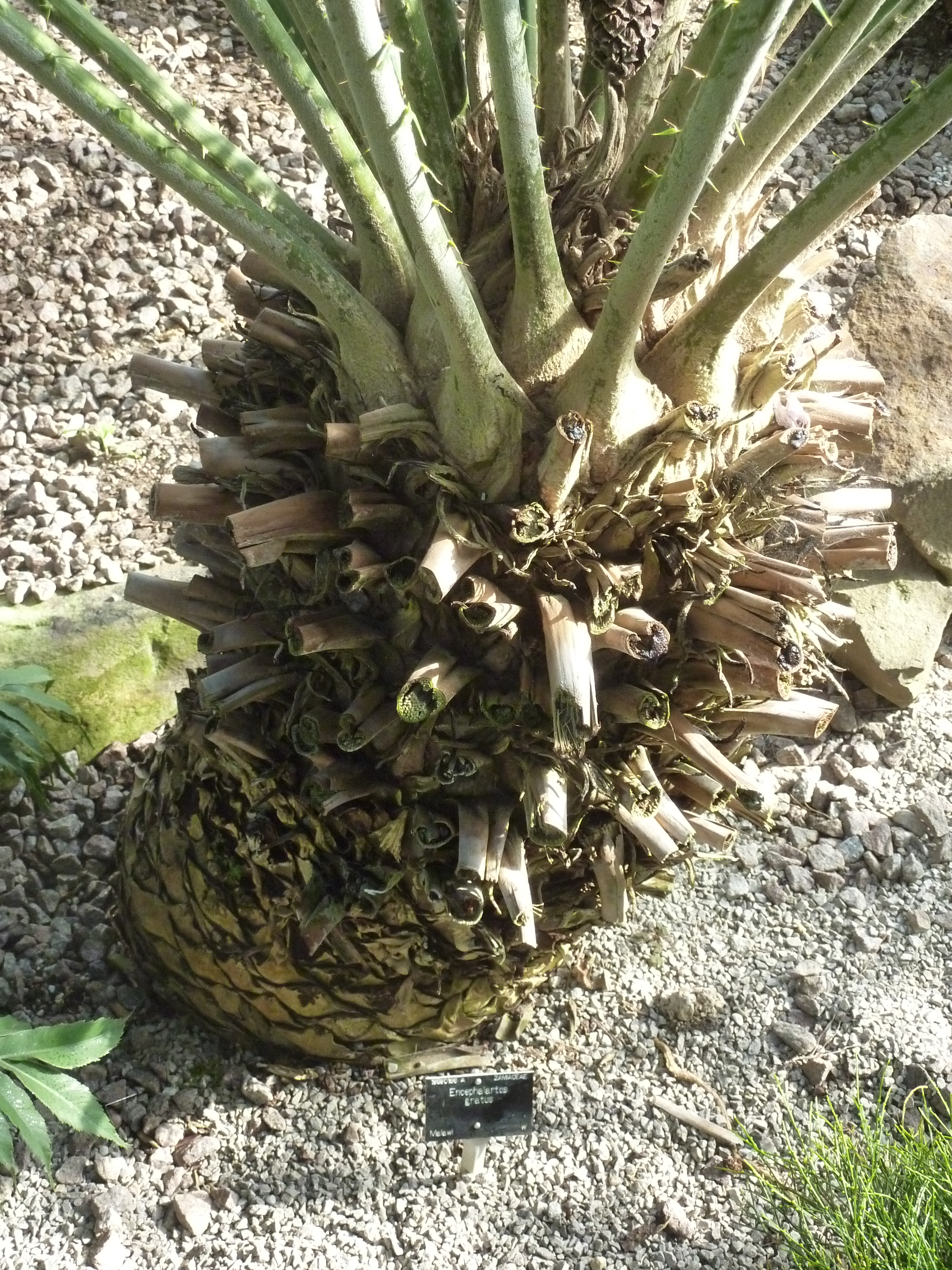
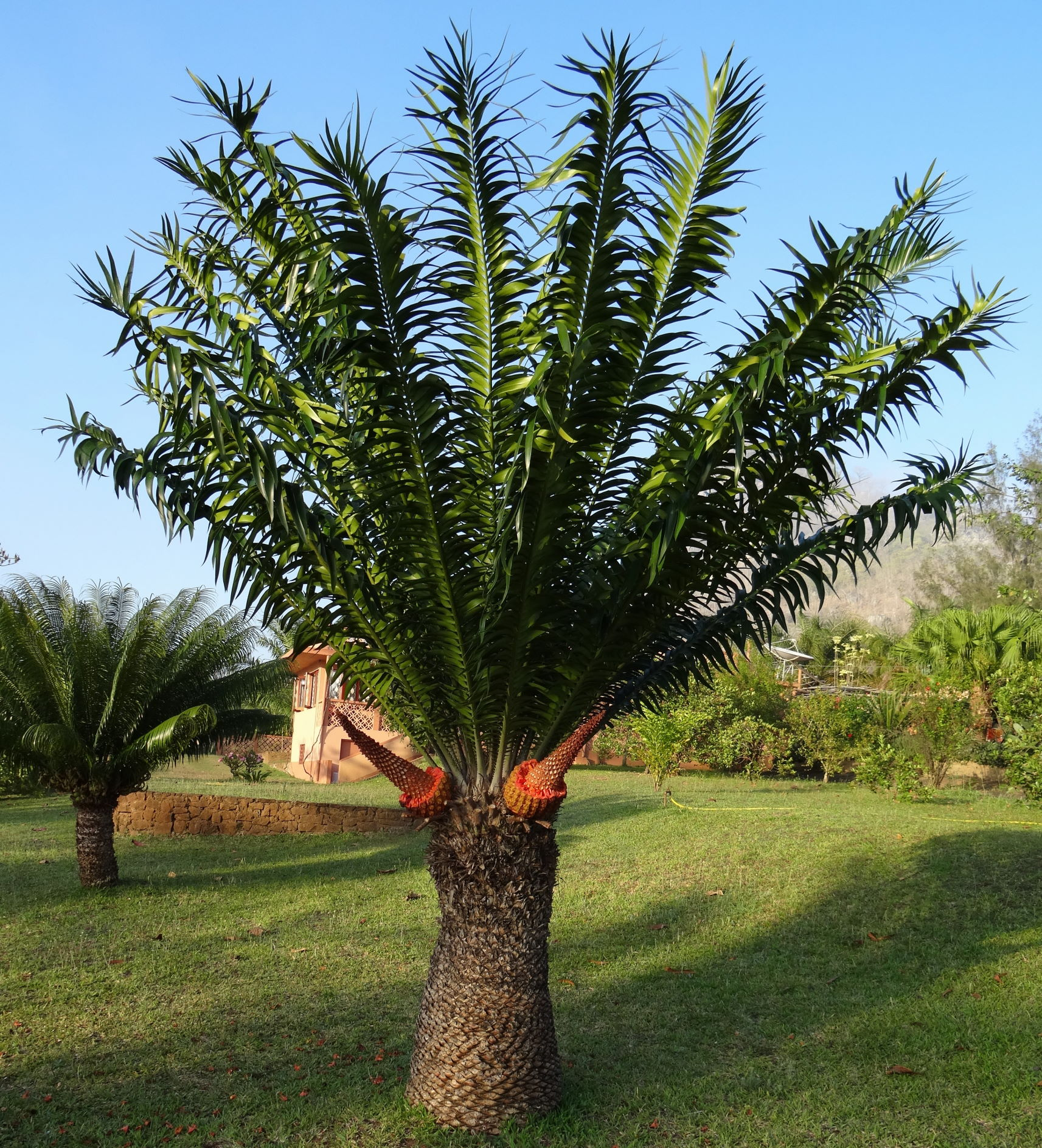